# La Cruz
La Cruz là một đô thị thuộc bang Chihuahua, México. Năm 2005, dân số của đô thị này là 3453 người.